# Fungicid
Fungicidele (de la fungi - "ciuperci" și caedo - "tai, nimicesc") sunt compuși chimici utilizați pentru combaterea bolilor criptogamice la plante.
Au la bază compuși de sulf, cupru, mercur, formaldehidă și au acțiune toxică asupra ciupercilor, dar sunt inofensive pentru plante.